# Combourg
Combourg é uma comuna francesa na região administrativa da Bretanha, no departamento Ille-et-Vilaine. Estende-se por uma área de 63,55 km². Em 2010 a comuna tinha 6 088 habitantes (densidade: 95,8 hab./km²).